# Метаарсенат бария
Метаарсенат бария — неорганическое соединение, соль бария и мышьяковой кислоты с формулой Ba(AsO3)2, бесцветные кристаллы. 

## Получение
- Нагревание дигидроарсената бария [2]:

{\displaystyle {\mathsf {Ba(H_{2}AsO_{4})_{2}\ {\xrightarrow {230^{o}C}}\ Ba(AsO_{3})_{2}+H_{2}O}}}

## Физические свойства
Метаарсенат бария образует кристаллы
моноклинной сингонии, пространственная группа C 2/c, параметры ячейки a = 0,73204 нм, b = 1,77536 нм, c = 0,49737 нм, β = 128,690°, Z = 4 .

## Химические свойства
- Соединение полимеризуется, образуя «стёкла» [Ba(AsO3)2]n.
- Реагирует с водой:

{\displaystyle {\mathsf {3Ba(AsO_{3})_{2}+6H_{2}O\ {\xrightarrow {}}\ Ba_{3}(AsO_{4})_{2}+4H_{3}AsO_{4}}}}